# Sombrero (Anguilla)
Sombrero – wyspa na Morzu Karaibskim, należąca do brytyjskiej kolonii Anguilli. Jest najdalej na zachód wysuniętą wyspą w archipelagu Małych Antyli. Wyspa jest niezamieszkana począwszy od 2002, gdy zautomatyzowano obsługę latarni morskiej.
Nazwa wyspy nawiązuje do jej niegdysiejszego wyglądu, oglądana od strony morza przypominała kształtem sombrero, jednakże późniejsza eksploatacja guano zmieniła ukształtowanie jej powierzchni. Obecnie najwyższy na wyspie punkt osiąga 12 m n.p.m., Sombrero ma 1,5 km długości i 0,4 km szerokości. Najbliższą sąsiednią wyspą jest należąca również do Anguilli Dog Island, leżąca 39 km na południowy wschód.

## Historia

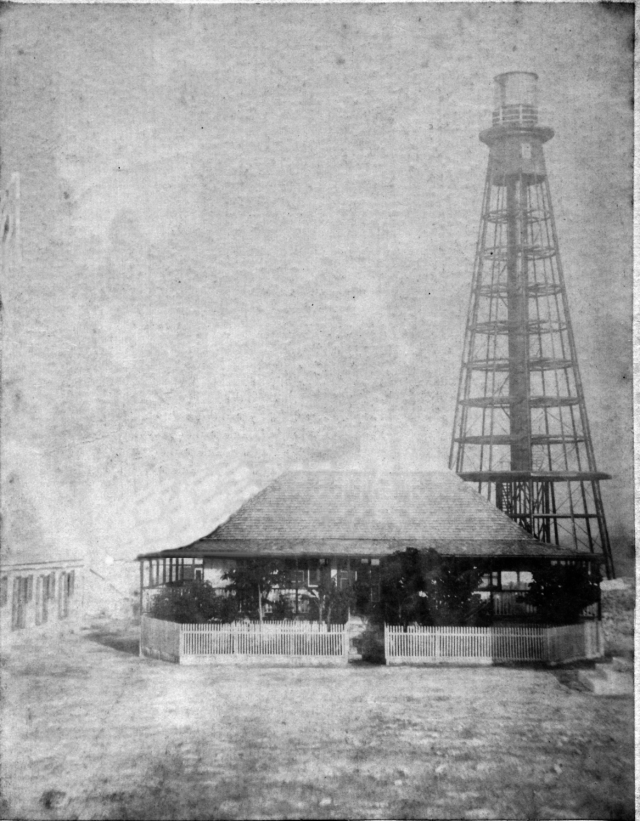
Dom nadzorcy górniczego na Sombrero, ok. 1880

W wyniku pokoju utrechckiego z 1713 wyspa przeszła pod panowanie brytyjskie. W roku 1814, a ponownie w 1825 wyspa była badana przez brytyjskich geologów, którzy donosili o obfitych złożach guano. Stało się to powodem konfliktu ze Stanami Zjednoczonymi, które w 1856 zajęły wyspę na podstawie Guano Islands Act, jako niezamieszkaną a posiadającą złoża guano. W krótkim czasie Amerykanie wydobyli ponad 100 tysięcy ton guano, co spowodowało interwencję brytyjską i roszczenia wobec USA o odszkodowanie. Brytyjskie osadnictwo na Sombrero zapoczątkowano w 1867. 1 stycznia 1868 uruchomiono na Sombrero latarnię morską. W 1890 zakończono eksploatację złóż guano.
W 1960 wyspę spustoszył huragan Donna, burząc latarnię morską. Nową, czynną do dziś, oddano do użytku 28 lipca 1962. Wznosi się ona na wysokość 51 m n.p.m. i leży niemal dokładnie pośrodku wyspy.